# Phare du cap Raper
Le phare du cap Raper (en espagnol : Faro Cabo Raper), est un phare situé sur le cap du même nom, dans le golfe des Peines, dans la Région d'Aysén del General Carlos Ibáñez del Campo au Chili.

## Généralités
La construction du phare commence en 1900 : la tour et de la maison du gardien sont inaugurés en 1914. La tour de béton a une hauteur de 14 mètres et s'élève à 61 mètres au-dessus de l'océan. Le phare est habité par des membres de la marine chilienne, spécialistes des phares. 

## Codes internationaux
- ARLHS[1] : CHI-009
- NGA : 111-2040 [2]
- Admiralty[3] : G1562